# Co Adriaanse
Jacobus Adriaanse, conhecido no meio esportivo como Co Adriaanse (Amsterdã, 21 de julho de 1947), é um treinador de futebol holandês.